# Muhammet Tokmak

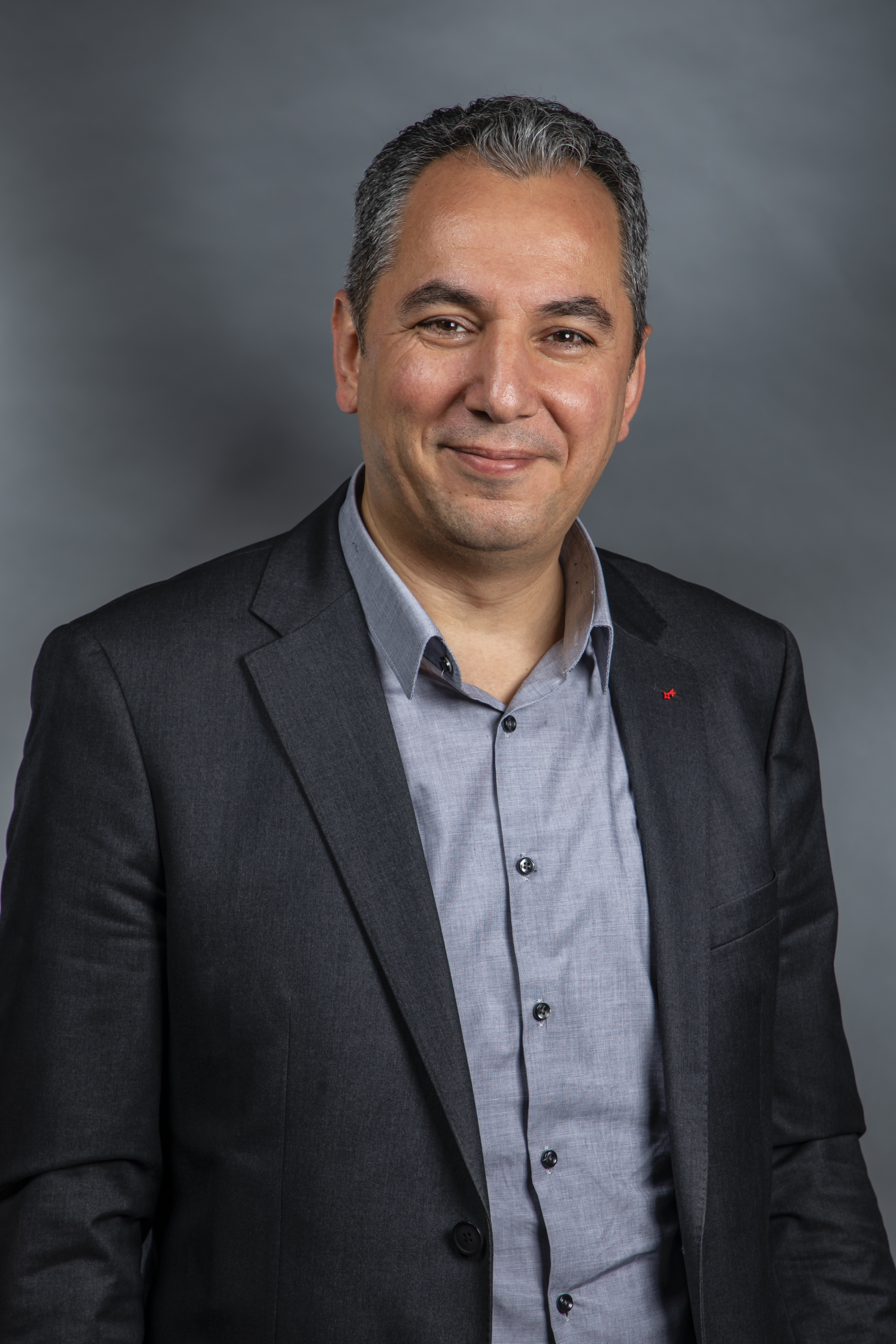
Muhammet Tokmak (2019)

Muhammet Tokmak (* 1972 in Kaman in der Türkei) ist ein deutscher Politiker (SPD). Seit 2019 ist er Mitglied der Bremischen Bürgerschaft.

## Biografie

### Ausbildung und Beruf
Mehmet Tokmak absolvierte bis 1990 die Johann-Heinrich-Pestalozzi-Schule (heute Oberschule Gröpelingen). Von 1990 bis 1994 machte er eine Ausbildung zum Industriemechaniker bei Klöckner in Bremen. Er war von 1994 bis 1996 tätig bei der technischen Instandsetzung am Hochofen und von 1996 bis 2010 als Feuerwehrmann bei ArcelorMittal. 2006 besuchte er die Feuerwehrakademie Hamburg mit einer Weiterbildung zum Oberfeuerwehrmann. Seit 2010 ist er freigestelltes Mitglied im Betriebsrat bei ArcelorMittal Bremen. Von 2018 bis 2021 war er Vorsitzender des Betriebsrates.

### Politik
Tokmak ist seit 2014 Mitglied der SPD und wirkte ab 2015 als Vorstandsmitglied im SPD-Ortsverein Gröpelingen. 2015 wurde er Mitglied im Beirat Gröpelingen und war seit 2017 Sprecher des Fachausschusses Bau. 2018 wurde er von der SPD auf den Listenplatz 36 der SPD-Liste für die Bürgerschaftswahl 2019 gesetzt und im Herbst 2019 wurde er Bürgerschaftsabgeordneter und Sprecher der SPD für den Verbraucherschutz.
In der Bürgerschaft ist er in folgenden Gremien als Mitglied vertreten:
- Deputation für Inneres
- Städtische Deputation für Gesundheit und Verbraucherschutz
- Städtischer Hafenausschuss

Er ist aktuell Sprecher für Sport der SPD-Fraktion.

### Weitere Mitgliedschaften
- Seit 1990 Mitglied der IG Metall
- Sportvereine TuRa Bremen und KSV Vatan Sport Bremen